# Valle del Retortillo
Valle del Retortillo è un comune spagnolo di 214 abitanti situato nella comunità autonoma di Castiglia e León.